# Amtsberg
Amtsberg è un comune di 3 666 abitanti della Sassonia, in Germania. Appartiene al circondario dei Monti Metalliferi.